# Liste der Biografien/Hoffe
Liste der Biografien |
Portal Biografien |
Personensuche
# |
A |
B |
C |
D |
E |
F |
G |
H |
I |
J |
K |
L |
M |
N |
O |
P |
Q |
R |
S |
T |
U |
V |
W |
X |
Y |
Z |
?
 
Ha |
Hd |
He |
Hi |
Hj |
Hk |
Hl |
Hm |
Hn |
Ho |
Hr |
Hs |
Ht |
Hu |
Hv |
Hw |
Hy
 
Hoa |
Hob |
Hoc |
Hod |
Hoe |
Hof |
Hog–Hok |
Hol |
Hom |
Hon |
Hoo |
Hop |
Hoq |
Hor |
Hos |
Hot |
Hou |
Hov |
How |
Hox |
Hoy |
Hoz
 
Hofa |
Hofb |
Hofd |
Hofe |
Hoff |
Hofg |
Hofh |
Hofi |
Hofk |
Hofl |
Hofm |
Hofn |
Hofp |
Hofr |
Hofs |
Hoft |
Hofv |
Hofw |
Hofz
 
Hoffa |
Hoffb |
Hoffd |
Hoffe |
Hoffg |
Hoffh |
Hoffi |
Hoffj |
Hoffk |
Hoffl |
Hoffm |
Hoffn |
Hoffo |
Hoffr |
Hoffs
Die Liste der Biografien führt alle Personen auf, die in der deutschsprachigen Wikipedia einen Artikel haben. Dieses ist eine Teilliste mit 45 Einträgen von Personen, deren Namen mit den Buchstaben „Hoffe“ beginnt.

## Hoffe
- Hoffe, Ilse Ester (1906–2007), israelische Nachlassverwalterin Max Brods
- Hoffe, Monckton (1880–1951), irischer Autor
- Höffe, Otfried (* 1943), deutscher Philosoph
- Höffe, Wilhelm Luzian (1915–1991), deutscher Sprechpädagoge, Didaktiker und Sachbuchautor

### Hoffec
- Hoffecker, John H. (1827–1900), US-amerikanischer Politiker
- Hoffecker, Walter O. (1854–1934), US-amerikanischer Politiker

### Hoffel
- Hoffelner, Alexander (* 1990), österreichischer Schauspieler, Sprecher und Theaterpädagoge
- Hoffelner, Thomas (* 1980), österreichischer Fußballspieler

### Hoffen
- Hoffenberg, Mason (1922–1986), US-amerikanischer Schriftsteller
- Hoffenberg, Steven (* 1945), US-amerikanischer Geschäftsmann und verurteilter BetrügerSteven Hoffenberg (* 1945)

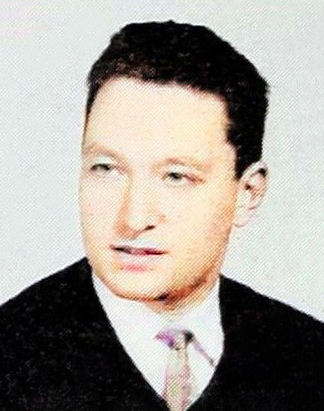
Steven Hoffenberg (* 1945)

- Hoffend, Andrea (* 1962), deutsche Historikerin
- Hoffenreich, Ernst (1890–1958), österreichischer Politiker (SPÖ), Landesrat und Landtagspräsident im Burgenland
- Hoffens, Héctor (* 1957), chilenischer Fußballspieler
- Hoffenstein, Samuel (1890–1947), US-amerikanischer Dichter und Drehbuchautor
- Hoffensthal, Hans von (1877–1914), österreichischer Schriftsteller

### Hoffer
- Hoffer, Abram (1917–2009), kanadischer Chemiker und Psychiater
- Höffer, Aleš (1962–2008), tschechischer Hürdenläufer
- Hoffer, Andrea C. (* 1964), deutsche Malerin
- Hoffer, Anita (* 1977), dänisch-deutsche Juristin
- Höffer, Donata (* 1949), deutsche Schauspielerin
- Hoffer, Doug (* 1951), US-amerikanischer Politiker, State Auditor von Vermont
- Hoffer, Elda Piller (* 1977), italienische Bogenbiathletin
- Hoffer, Eric (1902–1983), US-amerikanischer sozialkritischer Philosoph und Autor
- Hoffer, Erwin (* 1987), österreichischer FußballspielerErwin Hoffer (* 1987)

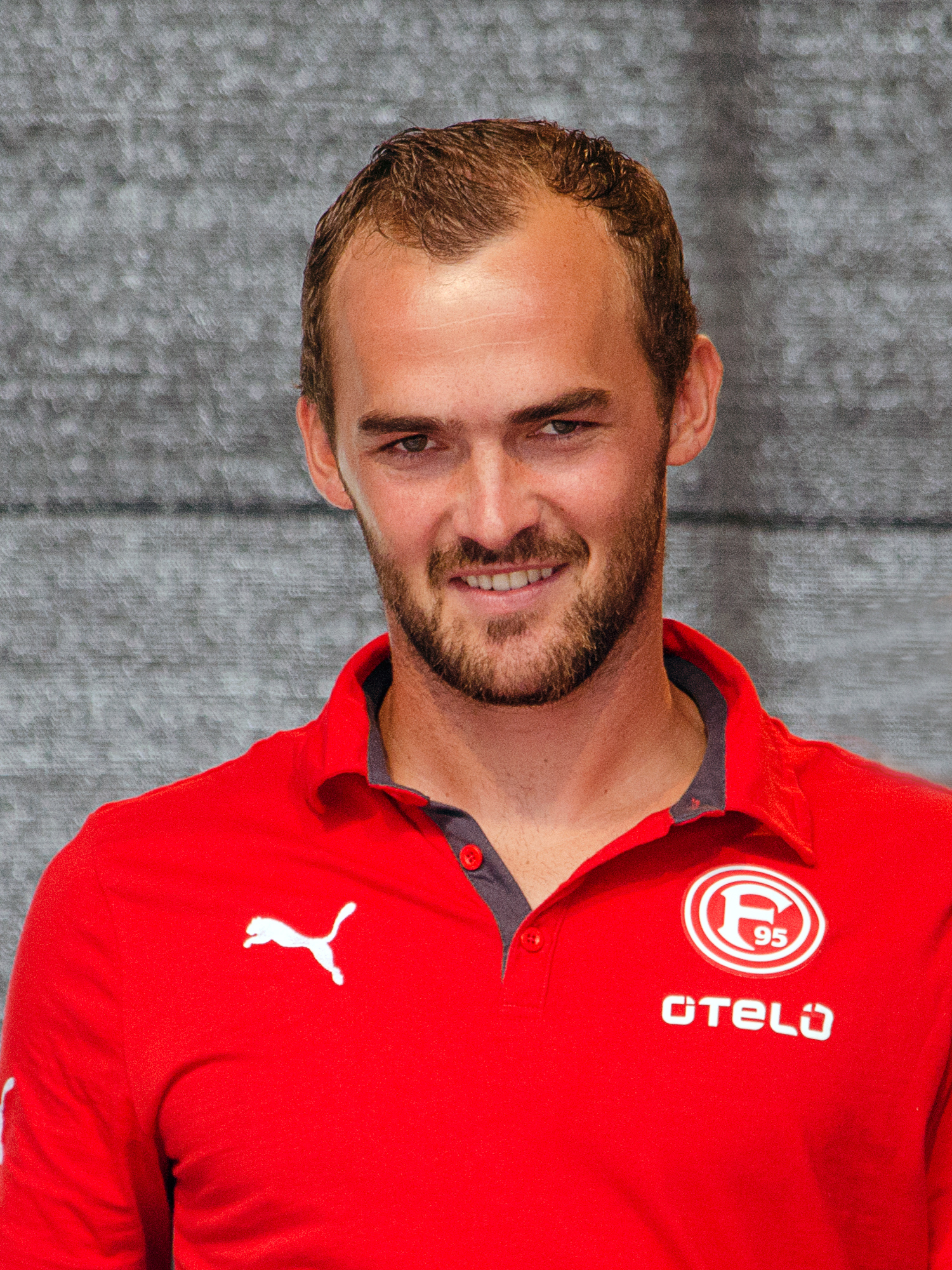
Erwin Hoffer (* 1987)

- Hoffer, Gerda (1921–2012), israelische Schriftstellerin
- Hoffer, Hanns (1823–1891), österreichischer Turner und Hochschullehrer
- Hoffer, Hilmar (1937–2024), deutscher Fußballspieler
- Hoffer, Klaus (* 1942), österreichischer Schriftsteller und Übersetzer
- Hoffer, Margarete (1906–1991), deutsche Theologin und Gegnerin des Nationalsozialismus im Dritten Reich
- Höffer, Paul (1895–1949), deutscher Komponist
- Höffer, Rüdiger (* 1961), deutscher Bauingenieur und Hochschullehrer
- Hoffer, Tony, US-amerikanischer Musikproduzent, Gitarrist und Toningenieur
- Höffer-Mehlmer, Markus (* 1958), deutscher Kabarettist, Publizist und Erziehungswissenschaftler
- Hofferbert, Karl (1877–1942), deutscher Bauingenieur und kommunaler Baubeamter
- Hofferbert, Nils (* 2000), deutscher Floorballspieler
- Hofferbert, Willi (1896–1972), deutscher Maler
- Hofferberth, Friedrich (1805–1886), Landtagsabgeordneter Großherzogtum Hessen
- Hofferer, Robert (* 1959), österreichischer Film- und Theaterproduzent sowie Kunst- und Kulturmanager
- Höfferer, Sissy (* 1955), österreichische Schauspielerin
- Höfferer, Uwe (* 1965), österreichischer Politiker (SPÖ), Salzburger Landtagsabgeordneter
- Hofferichter, Ernst Ewald Albert (* 1809), deutscher Politiker
- Höfferl, Johann (1883–1940), deutscher römisch-katholischer Geistlicher und Märtyrer
- Höffert, Charlotte Sophie (1809–1850), herzoglich braunschweigische Hofschauspielerin
- Hoffert, Paul (* 1943), kanadischer Komponist, Pianist, Vibraphonist und Musikpädagoge
- Höffert, Wilhelm (1832–1901), deutscher Porträtmaler und Berufsfotograf